# Frank Möller (Judoka)
Frank Möller (* 8. September 1970 in Weimar) ist ein deutscher Judoka und Trainer.

## Biografie
Frank Möller ist einer der erfolgreichsten Judoka Deutschlands. So ist er unter anderem zehnfacher Deutscher Meister, Vizeweltmeister 1995, WM-Dritter 1993 und 2001, Olympiadritter 1996, Europameister 1992, mehrfacher Militärweltmeister und mehrfacher Sieger und Platzierter renommierter internationaler Turniere, wie etwa dem Otto-World-Cup.
Der Diplom-Sportlehrer ist Träger des 6. Dan und ist als Landestrainer für U18 männlich im Judoverband Berlin tätig. Nach Rassismus-Vorwürfen und einem körperlichen Übergriff gegen den deutschen Nachwuchs-Judoka Losseni Koné wurde Möller als Trainer für fünf Jahre beim Deutschen Judo-Bund gesperrt.
Möller ist verheiratet und hat zwei Söhne.